# Ялтинское кольцо
44°32′30″ с. ш. 33°35′43″ в. д.
Я́лтинское кольцо́ — автодорожная развязка в Крыму, Севастополь, двухуровневая развязка тоннельного типа.

## География
Развязка находится неподалёку от мемориального комплекса Сапун-гора на пересечении автодорог 35К-002 (в Республике Крым) и 67К-1 (в Севастополе).
Также, в «трилистник» входят:
- Сапунгорская улица и
- Трасса Таврида (та её часть, что называется «Президентская дорога»).

## История

### Реконструкция
На 2021 год: ведётся реконструкция транспортной развязки; дорожные работы ведутся в рамках строительства восьмого этапа трассы «Таврида» в Севастополе.

Подрядчик — компания «ВАД».

Сооружены объездные пути стройплощадки; дорожное движение перепущено по ним.

Старая дорога в пределах «трилистника» полностью демонтирована.

Построены «в бетоне» два путепровода тоннельного типа.
На 2025 год: Ялтинское кольцо полностью открыто для движения.
- На 28 августа 2021 года: памятник («Крест») в центре бывшей клумбы пока не демонтирован[7].
- На декабрь 2021 года: тоннельные фрагменты соединены между собой.
- На январь 2022 года: завершено бетонирование железобетонной части плиты нижнего яруса[8][9].
- 11 июля 2022 года: запущено движение в сторону Севастополя (на тот момент только в одну сторону) по основному ходу[10].
- 25 апреля 2023 года: движение по Ялтинскому кольцу полностью открыто для движения.[11]

## Интересные факты
- ...земля, по которой проходит объездная дорога, находится в собственности винодельческого предприятия «Золотая балка». Подрядчик по строительству трассы «Таврида» – компания «ВАД» – будет использовать эти земельные участки посредством сервитута. После того, как движение будет запущено по уже построенной двухуровневой развязке тоннельного типа, дорожники сделают рекультивацию земли, выплатят «Золотой балке» упущенную за два года выгоду и вернут эти земельные участки обратно виноделам. Однако это произойдёт не раньше срока окончания всех работ по строительству 8-го этапа трассы «Таврида» – только в ноябре 2023 года[12].
- Проектной документацией ... предусмотрено устройство шести примыканий в одном уровне для проездов к местам проживания местных жителей. Для организации пассажирских перевозок на транспортной развязке появятся две автобусные остановки с карманами для заезда автобусов, посадочными площадками и площадками под автопавильон, а также тротуары в направлении движения основных потоков пешеходов[6].